# Perpetua și Felicitas
Perpetua și Felicitas (d. 7 martie 203, Cartagina) au fost două martire creștine la Cartagina.

## Viața
Execuția lor a avut loc la Cartagina în anul 203, în timpul prigoanei lui Septimius Severus, ca prilej de distracție cu ocazia zilei de naștere a lui Publius Septimius Geta.
S-a păstrat o relatare bogată a martiriului lor, în parte de prima mână, redactată de Perpetua însăși, în parte de un scriitor din aceeași perioadă. În Passio Sanctarum Perpetuae et Felicitatis⁠(en)[traduceți] sunt consemnate visele avute de Perpetua la închisoare.
Perpetua a fost o patriciană căsătorită de tânără la Cartagina. Tatăl ei a vizitat-o în închisoare și a îndemnat-o să renunțe la catehumenat, amintindu-i de copilul ei, în vârstă de numai un an. 
Felicitas era sclavă și, cu puțin timp înainte de execuție, născuse o fetiță. 
Sărbătorite în Biserica Catolică la 7 martie.